# 藤田幸治
藤田 幸治（ふじた こうじ、1941年 -2019年 ）は、日本の政治家、会社経営者。元福島県棚倉町長(4期16年)。

## 来歴
1941年（昭和16年）満州で生まれる。終戦後は父の藤田米治に連れられて福島県棚倉町に帰郷し、そこで育つ。神奈川大学卒業。1976年、八溝砕石会社代表取締役就任。福島県砕石協同組合理事長、社団法人福島県砕石業協会長などを経て、1996年（平成8年）の町長選で初当選。同年、第三セクター方式のスポーツリゾート施設・ルネサンス棚倉の代表取締役へ就任。堀川ダムから流域外の久慈川水系に受水を実現させたほか、小・中学校の耐震工事を県内でもいち早く手掛けた。2012年に同町長任期満了退任。
2019年9月4日、肺癌のためため死去。78歳没。